# Amphisbaena cerradensis
Amphisbaena cerradensis là một loài bò sát trong họ Amphisbaenidae. Loài này được Ribeiro, Vaz-Silva & Santos Jr mô tả khoa học đầu tiên năm 2008.